# Neilly Gibson
Pour les articles homonymes, voir Gibson.
Neil Gibson, couramment appelé Neilly Gibson, est un footballeur international écossais, né le 23 février 1873, à Larkhall, South Lanarkshire et décédé en 1947. Évoluant comme arrière gauche, il est principalement connu pour ses 10 saisons aux Rangers.
Il compte 14 sélections pour 1 but inscrit en équipe d'Écosse. Depuis 2011, il est membre du Hall of Fame des Rangers.

## Biographie

### Carrière en club
Natif de Larkhall, South Lanarkshire, il est formé dans le club local de Royal Albert Football Club avant de signer pour les Rangers en 1894.
Il y reste 10 saisons, remportant 4 titres de champion d'affilée et 3 Coupes. Il s'engage ensuite pour Partick Thistle où il reste 5 années.
Ses trois fils, Neil, Willie Gibson (en) et Jimmy seront eux aussi footballeurs professionnels, ce dernier devenant même international lui aussi avec l'équipe d'Écosse.

### Carrière internationale
Neilly Gibson reçoit 14 sélections en faveur de l'équipe d'Écosse. Il joue son premier match le 30 mars 1895, pour une victoire 3-1, au Celtic Park de Glasgow, contre l'Irlande en British Home Championship. Il reçoit sa dernière sélection le 18 mars 1905, pour une victoire 4-0, toujours au Celtic Park de Glasgow, contre l'Irlande en British Home Championship. Il inscrit 1 but lors de ses 14 sélections.
Il participe avec l'Écosse aux British Home Championships de 1895 à 1901, puis à celui de 1905.

#### Buts internationaux
| no | Date         | Lieu                | Adversaire | Score final | Compétition               |
| -- | ------------ | ------------------- | ---------- | ----------- | ------------------------- |
| 1  | 27 mars 1897 | Ibrox Park, Glasgow | Irlande    | 5-1         | British Home Championship |

## Palmarès
- Rangers :
  - Champion d'Écosse en 1898-99, 1899-00, 1900-01 et 1901-02
  - Vainqueur de la Coupe d'Écosse en 1897, 1898 et 1903
  - Vainqueur de la Glasgow Cup en 1897, 1898, 1900, 1901 et 1902
  - Vainqueur de la Glasgow Merchants Charity Cup en 1897 et 1900
  - Vainqueur de la Glasgow Football League en 1896 et 1898